# Кам'янець-Подільський (аеропорт)
«Кам'янець-Подільський» (IATA: KCP) — недіючий аеропорт, розташований в селі Кам'янка поблизу міста Кам'янець-Подільський. Періодично використовується як аеродром для літаків малої авіації.
Найближчий діючий аеропорт із міжнародними рейсами знаходиться у місті Чернівці та закордоном у місті Сучава.

## Історія
Кам'янець-Подільський аеропорт було започатковано у 1953 році, коли 98-й авіазагін цивільного повітряного флоту, який базувався в Чернівцях, щоб розширити зону обслуговування, запровадив рейс Чернівці — Кам'янець-Подільський (згодом — із проміжною посадкою в Хотині)
Обслуговував перший рейс літак «По-2», в який пасажири залазили через крило. Потім з'явився «ЯК-12», розрахований уже на чотири пасажири, котрі теж потрапляли в літак через крило. На зміну «По-2» і «ЯК-12» прийшов 12-місний «АН-2», який надовго став основним на повітряних трасах, що зв'язали Кам'янець із багатьма містами України.
15 травня 1962 серед літаків, що обслуговували кам'янчан, з'явився чеський Л-200 «Морава», який доставляв пасажирів в Одесу, Сімферополь, Херсон. 15 травня 1964 відкрився регулярний рух комфортабельних літаків за маршрутом Кам'янець-Подільський — Київ. 15 травня 1969 число рейсів на Київ зросло до шести. Зокрема, з'явився рейс на 24-місному ЛІ-2.
У різний час були прямі рейси у Львів, Рівне, Житомир, Івано-Франківськ, Тернопіль, Кіровоград, Луцьк, Миколаїв, Кишинів, Бєльці та деякі інші міста, у ближні Хмельницький, Нову Ушицю, Чемерівці.
Кам'янець-Подільський аеропорт забезпечував і вантажні перевезення. Тут приймали вантажі для електромеханічного, приладобудівного, кабельного заводів та інших підприємств міста. Продукцію кам'янецьких фабрик і заводів одержували повітряним шляхом Алма-Ата, Ташкент, Ленінград, Таллін, Хабаровськ, Іркутськ, Кутаїсі, Ростов-на-Дону та багато інших міст. Забезпечував аеропорт і санітарні рейси — доставляв хворих у Хмельницький, Київ.
Кам'янець-Подільський аеропорт приймав і відправляв вертольоти — МІ-2, МІ-4, МІ-8.
У 1967 було збудовано аеровокзал зі скла, з'єднаного при допомозі легкого металевого каркасу. У 1968 році він прийняв перших пасажирів.
У 1990 році з'явилися плани перенесення аеропорту із Кам'янки до Колибаївки, з метою будівництва нового льотного поля, яке б дозволили приймати літаки типу АН-24 (на 50 місць), ЯК-40 (на 24 місця) й встановити прямі маршрути з Москвою, Києвом, Сімферополем, Одесою. Однак з розпадом СРСР та тривалою соціально-економічною кризою плани не були втілені в життя. Водночас це також призвело до зменшення пасажиропотоку у зв'язку з дороговартістю квитків.
У 1995 році було закрито диспетчерську службу й аеропорт практично припинив своє існування.
У 2015 році метеослужба, до того розташована у будівлі аеровокзалу, отримала нове приміщення, а власне сам аеровокзал почали відновлювати. Було облаштовано дві грунтові злітно-посадкові смуги.
У 2016 році було проведено перший на Хмельниччині фестиваль малої авіації.
У 2017 році Державна авіаційна служба України видала посвідчення про допуск до експлуатації злітно-посадкової смуги аеропорту Кам’янця-Подільського. У цьому ж році проведено фестиваль малої авіації.